# 聯合國安全理事會第51號決議
聯合國安理會51號決議是1948年6月3日在聯合國安全理事會第312次會議通過的。這項決議重申之前與印度巴基斯坦問題有關的決議，指示於聯合國安理會39號決議中成立的委員會前往爭議地區，並盡快完成聯合國安理會47號決議中的職責。決議同時指示委員會回應巴基斯坦外相致安理會的信函。
該決議在中華民國、烏克蘭蘇維埃社會主義共和國及蘇聯的棄權下，以8票對0票通過。

## 外部連結
- 51號決議全文